# Атлас (ракеты)
«А́тлас» — семейство американских ракет-носителей для запуска военных и коммерческих полезных нагрузок, разработанных на базе первой американской МБР «Атлас», поступившей на вооружение США в конце 1950-х годов. Первоначально проект был предложен фирмой Convair, на боевое дежурство МБР встала, когда Ко́нвэр принадлежала General Dynamics. Сейчас права на всю серию «Атлас» принадлежат Lockheed Martin.
Название «Атлас» было предложено в начале 1951 года Ка́релом Бо́ссартом (англ. Karel Jan Bossart), главой команды разработки, и официально утверждено министерством обороны в августе 1951 года. Название дано в честь титана Атланта (др.-греч. Ἄτλας, англ. Atlas) из древнегреческой мифологии, а также в честь компании Atlas Corporation, которой тогда принадлежала Ко́нвэр.
25 октября 1962 года в разгар Карибского кризиса ракеты SM-65 Atlas были переведены в близкую к максимальной боевую готовность DEFCON-2.
МБР «Атлас» недолго находились на вооружении, так, последнее подразделение было снято с боевого дежурства в 1965 году, они были заменены на ракеты «Титан-2» и «Минитмен». 
Семейство носителей имеет обширную историю запусков, в том числе пилотируемых, начавшихся с первого американского орбитального полета Джона Гленна 20 февраля 1962 года. В 1986 году, после катастрофы «Челленджера», в США в течение довольно короткого времени произошли ещё и аварии одноразовых ракет-носителей «Титан» и «Дельта», в связи с возникшим дефицитом с консервации была снята ракета «Атлас», произведённая в 1965 году, и успешно запущена после 21 года хранения.
Различные конфигурации РН «Атлас-2» 63 раза совершили полёт в период с 1991 по 2004 год. «Атлас-3» была использована только в 6 запусках, между 2000 и 2005 годами. «Атлас-5» находится в эксплуатации, планируется эксплуатация РН до 2020 года. Ракеты семейства использовались в разных конфигурациях, в частности, использовались различные вторые ступени и разгонные блоки, такие, как «Центавр» и «Аджена».
Более 300 запусков «Атласов» было совершено с базы ВВС США на мысе Канаверал во Флориде и 285 с авиабазы Ванденберг в Калифорнии.

## Atlas I
Третий по счёту и первый успешный испытательный пуск МБР SM-65 Atlas состоялся 17 декабря 1957 года. Всего было изготовлено около 350 боевых ракет. После вывода МБР «Атлас» из эксплуатации около 200 из них были использованы в качестве космических ракет-носителей.
Ранние модификации «Атласов» производились не только для использования в военных целях. Так 18 декабря 1958 года «Atlas B» № 10B впервые была использована в качестве космической ракеты-носителя для запуска спутника в рамках проекта SCORE (англ. Project SCORE) (англ. Signal Communication by Orbiting Relay Equipment), который считается первым прототипом спутника связи и первым испытанием спутника, созданного непосредственно для практического применения. На следующий день SCORE передал записанное по радио на связной магнитофон спутника Рождественское послание президента Эйзенхауэра.
В «Атласах» применялись непривычные для того времени технологии:
- Вплоть до серии Атлас II включительно: полутораступенчатая конфигурация вместо разделения ступеней. Все три ЖРД работающих на топливной паре жидкий кислород — керосин запускались на стартовом столе, при этом два внешних двигателя (ускорители) выключались и сбрасывались на активном участке траектории на второй минуте полёта. Центральный (маршевый) двигатель, топливные баки и другие элементы конструкции оставались в составе ракеты до конца вывода груза на траекторию и продолжали затем лететь вместе с ним.
- Вплоть до серии Атлас III включительно: несущие тонкостенные (0,254—1,02 мм) топливные баки из нержавеющей аустенитной стали с минимальным использованием силового набора, при этом устойчивость и жёсткость баков, требующиеся для полёта ракеты, обеспечивались давлением газа наддува. Данное решение позволило существенно сэкономить на массе монококовой конструкции, однако оно требовало особого обращения с ракетой при изготовлении, обслуживании, транспортировке и пуске. Наддув баков азотом был необходим даже на незаправленной ракете, во избежание её разрушения под воздействием собственного веса[5].

ДУ состоит из основного ЖРД ЛР-105-НА, двух сбрасываемых стартовых ЖРД ЛР-89-НА и двух верньерных ЖРД (каждый тягой на Земле 1,4—5,5 кН, продолжительностью работы 360 с). Топливо 2-компонентное (окислитель — жидкий кислород, горючее — керосин). Система подачи — турбонасосная. Управление обеспечивается отклонением основных и стартовых ЖРД в карданных подвесах, а также с помощью верньерных ЖРД. Все 5 ЖРД включаются одновременно. Система наведения радиоинерциальная или инерциальная. Стартовая масса 115—118 т, длина 25 м, диаметр 3 м вариант СЛВ-3 стартовые ЖРД тягой по 840 кН и удлиненный на (1,35 м) баковый отсек. Стартовая масса 120 т, в том числе топливо 112 т, длина 22,9 м, диаметр 3 м.
РН «Атлас» использовались также для осуществления пилотируемых миссий в рамках первой американской пилотируемой космической программы «Меркурий». Всего, выполнено 4 пилотируемых орбитальных полёта в 1962—1963 годах.
Начиная с 1960 года, на РН «Атлас» стала широко использоваться верхняя ступень «Аджена» на самовоспламеняющихся компонентах топлива. Военно-воздушные силы США, NRO и ЦРУ использовали эту связку для запуска спутников радиоэлектронной разведки. NASA задействовало этот носитель в программе «Рейнджер» для получения первых изображений поверхности Луны с близкого расстояния и для запуска «Маринера-2», первого американского космического аппарата, совершившего полёт к другой планете. Каждый из спутников-мишеней «Аджена» (англ. Agena target vehicle), использованных в миссиях по отработке сближения и стыковки по программе Джемини, также запускался на РН «Атлас».
С 1966 года на ряде «Атласов» стала применяться верхняя ступень «Центавр» заправленная жидким водородом в качестве горючего. С помощью РН «Atlas-Centaur» НАСА были запущены автоматические аппараты для посадки на Луну по программе «Сервейер» и большинство марсианских «Маринеров».
Баллистические ракеты в модификациях Atlas E/F использовались для запуска в 1978—1985 годах спутников системы NAVSTAR модификации «Block I» (всего 11 запусков, 10 из них успешных). Последний пуск «Атласа» в оригинальной конфигурации был совершён 24 марта 1995 года с базы Ванденберг — на орбиту был выведен метеорологический спутник USA-109.

### Atlas-A (XSM-65A)
Запускались в 1957—1958 годах.
| № | Дата запуска     | Код запуска | Примечания                                                        |
| - | ---------------- | ----------- | ----------------------------------------------------------------- |
| 1 | 11 июня 1957     | 4A          | Взрыв на 23 с, высота — 3 км. Запуск признан «частично успешным». |
| 2 | 25 сентября 1957 | 6A          | Взрыв на 50 с, высота — 4 км. Запуск признан «частично успешным». |
| 3 | 17 декабря 1957  | 12A         | Высота — 120 км. Первый успешный старт.                           |
| 4 | 10 января 1958   | 10A         | Высота — 120 км.                                                  |
| 5 | 7 февраля 1958   | 13A         | Высота — 120 км.                                                  |
| 6 | 20 февраля 1958  | 11A         |                                                                   |
| 7 | 5 апреля 1958    | 15A         | Высота — 100 км.                                                  |
| 8 | 3 июня 1958      | 16A         | Высота — 120 км. Запуск признан «полностью успешным».             |

### Atlas-B (XSM-65B)
Запускались в 1958—1959 годах.
| №  | Дата запуска     | Код запуска | Примечания                                                                    |
| -- | ---------------- | ----------- | ----------------------------------------------------------------------------- |
| 1  | 19 июля 1958     | 3B          | Суборбитальный полёт, высота — 10 км. Запуск признан «незначительно успешным» |
| 2  | 2 августа 1958   | 4B          | Суборбитальный полёт, высота — 900 км. Запуск признан «полностью успешным»    |
| 3  | 29 августа 1958  | 5B          | Суборбитальный полёт, высота — 900 км.                                        |
| 4  | 14 сентября 1958 | 8B          | Суборбитальный полёт, высота — 900 км.                                        |
| 5  | 18 сентября 1958 | 6B          | Суборбитальный полёт, высота — 100 км.                                        |
| 6  | 18 ноября 1958   | 9B          | Суборбитальный полёт, высота — 800 км.                                        |
| 7  | 29 ноября 1958   | 12B         | Суборбитальный полёт, высота — 900 км.                                        |
| 8  | 18 декабря 1958  | 10B         | Первый вывод спутника массой 3980 кг на орбиту. NSSDC ID 1958-006A            |
| 9  | 16 января 1959   | 13B         | Суборбитальный полёт, высота — 100 км.                                        |
| 10 | 4 февраля 1959   | 11B         | Суборбитальный полёт, высота — 990 км                                         |

### Atlas-C (XSM-65C)
Запускались в 1958—1959 годах.
| № | Дата запуска     | Код запуска | Примечания                                                        |
| - | ---------------- | ----------- | ----------------------------------------------------------------- |
| 1 | 24 декабря 1958  | 3C          | Суборбитальный полёт, высота — 900 км. Запуск признан «успешным». |
| 2 | 27 января 1959   | 4C          | Суборбитальный полёт, высота — 990 км.                            |
| 3 | 20 февраля 1959  | 5C          | Суборбитальный полёт, высота — 100 км.                            |
| — | март 1959        | C           | Взрыв на старте.                                                  |
| 4 | 19 марта 1959    | 7C          | Суборбитальный полёт, высота — 200 км.                            |
| 5 | 21 июля 1959     | 8C          | Суборбитальный полёт, высота — 900 км.                            |
| 6 | 24 августа 1959  | 11C         | Суборбитальный полёт, высота — 1400 км.                           |
| — | 24 сентября 1959 | C           | Взрыв на старте. Попытка запуска КА «Пионер-П1».                  |

### Atlas-D (SM-65D / CGM-16D)
Запускались в 1959—1967 годах. Было произведено 135 пусков РН Atlas-D различных модификаций. Ниже приводится информация о наиболее интересных запусках.
| № | Дата запуска     | Код  | Спутник          | Масса, кг | NSSDC ID  | NORAD ID | Примечания |
| - | ---------------- | ---- | ---------------- | --------- | --------- | -------- | --- |
| 1 | 14 апреля 1959   | 3D   | —                | —         | —         | —        | Первый отрыв, отработала 1-я ступень, высота 1 км. |
| 2 | 19 мая 1959      | 7D   | —                | —         | —         | —        | Отработала 1-я ступень, высота 1 км. |
| 3 | 6 июня 1959      | 5D   | —                | —         | —         | —        | Полёт — 1486 с. |
| 4 | 29 июля 1959     | 11D  | —                | —         | —         | —        | Первый полностью успешный полёт, высота 1800 км. |
| 5 | 11 августа 1959  | 14D  | —                | —         | —         | —        | Высота 1800 км. |
| 6 | 9 сентября 1959  | 12D  | Меркурий BJ-1    | —         | —         | —        | Запуск макета КК «Меркурий BJ-1». Высота 153 км. |
|   | 26 ноября 1959   | 20D  | Пионер П-3       | 168,0     | —         | —        | АтласД-Эйбл (1-й запуск). На 45-й секунде после старта раскололся пластиковый головной обтекатель. Спутник и третья ступень ракеты-носителя подверглись огромным аэродинамическим нагрузкам. На 104-й секунде полёта пропала связь с аппаратом и третьей ступенью. |
|   | 26 февраля 1960  | 29D  | Мидас-1          | 2025,0    | —         | —        | АтласД-АдженаА. Вторая ступень ракеты-носителя не отделилась. Аппарат не смог достичь планируемой полярной орбиты и совершил суборбитальный полёт с высотой 4500 км.                                                                                               |
|   | 24 мая 1960      | 45D  | Мидас-2          | 2300,0    | 1960-006A | 00043    | АтласД-АдженаА. Мидас-2 — система противоракетной обороны. |
|   | 29 июля 1960     |      | Меркурий-Атлас-1 | —         | —         | —        | Беспилотный. На 58-й секунде, на высоте 9,1 км произошло разрушение ракеты-носителя. |
|   | 25 сентября 1960 | 80D  | Пионер П-30      | —         | —         | —        | АтласД-Эйбл (2-й запуск). Аварийный пуск. |
|   | 11 октября 1960  | 57D  | Самос-1          | —         | —         | —        | АтласД-АдженаА. |
|   | 15 декабря 1960  | 91D  | Пионер П-31      | —         | —         | —        | АтласД-Эйбл (3-й запуск). Аварийный пуск. |
|   | 31 января 1961   | 70D  | SAMOS-2          | 1900,0    | 1961-001A | 00070    | АтласД-Аджена. Успешный запуск. |
|   | 21 февраля 1961  |      | Меркурий-Атлас-2 | —         | —         | —        | Суборбитальный полёт, Скорость 21 000 км/ч. За 17 мин 56 с достиг высоты 185 км, дальность 2300 км. |
|   | 25 апреля 1961   | 100D | Меркурий-Атлас-3 | 907,2     | —         | —        | Через 40 с после старта на высоте 5 км сработала САС, отстрелив капсулу на высоту 7 км. На парашютах капсула приземлилась на расстоянии 1,8 км от старта. Капсула после ремонта была установлена на Меркурий-Атлас-4.                                              |
|   | 12 июля 1961     | 97D  | Мидас-3          | 1600,0    | 1961-018A | 00163    | АтласД-АдженаБ. Успешный запуск. |
|   | 23 августа 1961  | 111D | Рейнджер-1       | 306,2     | 1961-021A | 00173    | АтласД-АдженаБ. Успешный запуск. |
|   | 9 сентября 1961  | 106D | SAMOS-3          |           | —         | —        | АтласД-Аджена. |
|   | 13 сентября 1961 | 88D  | Меркурий-Атлас-4 | 1224,7    | 1961-025A | 00183    | Первый орбитальный полет по программе «Меркурий» продолжительностью 1 ч 22 мин. |
|   | 21 октября 1961  | 105D | Мидас-4          | 1800,0    | 1961-028A | 00192    | Полярная орбита. |
|   | 18 ноября 1961   | 117D | Рейнджер-2       | 304,0     | 1961-032A | 00206    | Ступень АтласД отработала, а 2-я Аджена — не включилась, спутник остался на низкой орбите и 20 ноября вошёл в плотные слои атмосферы. |
|   | 22 ноября 1961   | 108D | Самос-4          |           | —         | —        | АтласД-АдженаБ. Аварийный запуск. |
|   | 29 ноября 1961   | 93D  | Меркурий-Атлас-5 | 1315,4    | 1961-033A | 00208    | Второй орбитальный полет по программе «Меркурий», запущен 17-килограммовый шимпанзе по имени Энос. Из-за проблем (утечка топлива) на орбите полет был сокращен с 3 до 2 витков. Приземление прошло успешно.                                                        |
|   | 22 декабря 1961  | 114D | Самос-5          | 1860,0    | 1962-035A | 00217    | АтласД-АдженаБ. Спутник не смог сойти с орбиты и приземлиться. |
|   | 20 февраля 1962  | 109D | Меркурий-Атлас-6 | 1352,0    | 1962-003A | 00240    | Первый орбитальный пилотируемый полёт по программе «Меркурий» — астронавт Джон Гленн, 3 витка за 4 часа 55 минут. |
|   | 24 мая 1962      | 107D | Меркурий-Атлас-7 | 1349,5    | 1962-019A | 00295    | Второй орбитальный пилотируемый полёт по программе «Меркурий» — астронавт Малькольм Карпентер, 3 витка за 4 часа 56 минут. |
|   | 3 октября 1962   | 113D | Меркурий-Атлас-8 | 1370,0    | 1962-052A | 00433    | Третий орбитальный пилотируемый полёт по программе «Меркурий» — астронавт Уолтер Ширра, 6 витков за 9 часов 13 минут. |
|   | 15 мая 1963      | 130D | Меркурий-Атлас-9 | 1360,8    | 1963-015A | 00576    | Четвёртый орбитальный пилотируемый полёт по программе «Меркурий» — астронавт Гордон Купер, 22 витка за 1 сутки 10 часов 20 минут. |

### Atlas-E (SM-65E / CGM-16E)
Запускались в 1959—1995 годах. За 1959—1967 годы было произведено 58 пусков РН Atlas-E различных модификаций.

### Atlas-F (SM-65F / HGM-16F)
Запускались в 1961—1981 годах. Был произведён 101 пуск РН Atlas-F различных модификаций.

### Atlas-Vega
«Атлас-Вега» включала в себя «Атлас» в качестве первой ступени и верхнюю ступень на долгохранимых компонентах топлива. Эта РН планировалась НАСА в начале работ по планетарным миссиям и дальнему космосу, до того, как «Атлас-Центавр» стала доступна. Работы над РН уже велись, когда НАСА стало известно, что ЦРУ и ВВС разрабатывают практически идентичный носитель (Atlas-Hustler, позже названный Atlas-Agena) для секретной программы «CORONA» по запуску разведывательных спутников. Проект «Атлас-Вега», соответственно, был прекращён. Ракета-носитель: Atlas E — первоначально полностью боеготовая модификация МБР SM-65 Atlas, отличающаяся от Atlas F системой управления. Стояла на боевом дежурстве с 1960 по 1966 годы, после снятия с вооружения, МБР были переделаны и использовались более 20 лет, как космическая ракета-носитель.

### Atlas-Able
Запускались в 1959—1960 годах.
Атлас-Эйбл — это 3-ступенчатая РН. Полезный груз — 180 кг (на межпланетной траектории). 1-я ступень — ракета Atlas-D, 2-я — ракета Эйбл, 3-я с РДТТ Альтаир первой модификации (тяга 13 кН, продолжительность работы — 40 с). Стартовая масса около 120 т, длина около 25 м (без полезного груза). Система наведения радиоинерциальная. В 1959—1960 годах с мыса Канаверал произведены три пуска (попытки запусков АМС «Пионер») РН Атлас-Эйбл, все неудачные. В дальнейшем РН не использовалась. См. в этой статье раздел Atlas-D.
- 1-й запуск 26 ноября 1959 года.
- 2-й запуск 25 сентября 1960 года.
- 3-й запуск 15 декабря 1960 года.

### Atlas-Agena
Конструкция «Атлас-Аджена» была использована в 119 орбитальных пусках в период с 1960 по 1978 год. РН Atlas-Agena применялась для вывода ряда спутников MIDAS (англ. Missile Defense Alarm System) СПРН в 1961—1963 годах, семи КА Canyon (англ. Canyon (satellite)) в 1968—1977 годах и ряда спутников видовой разведки KH-7 (англ. KH-7 Gambit) в период с 1963 по 1967 год.
Также с помощью «Атлас-Аджены» были выведены спутники-мишени «Аджена» (англ. Agena target vehicle) для нескольких миссий Джемини по отработке сближения и стыковки КА.

### Atlas-H MSD
Запускалась в 1983—1987 годах. Было произведено 5 пусков РН Atlas-H в комплектации 1-я ступень — Atlas-H / MA-5, 2-я — MSD / FW-4D.
| № | Дата запуска   | Код   | Спутник               | Масса, кг | NSSDC ID  | NORAD ID | Примечания                                                                          |
| - | -------------- | ----- | --------------------- | --------- | --------- | -------- | ----------------------------------------------------------------------------------- |
| 1 | 9 февраля 1983 | 6001H | кластер — 5 спутников |           | 1983-008C | 13834    | 1983-008A 13791, 1983-008B 13792, 1983-008E 13844, 1983-008F 13845, 1983-008H 13874 |
| 2 | 9 июня 1983    | 6002H | кластер — 4 спутника  | —         | 1983-056B | 14113    | 1983-056A 14112, 1983-056C 14143, 1983-056D 14144, 1983-056G 14180                  |
| 3 | 5 февраля 1984 | 6003H | кластер — 4 спутника  | —         | 1984-012B | 14691    | 1984-012A 14690, 1984-012C 14728, 1984-012D 14729, 1984-012F 14795                  |
| 4 | 9 февраля 1986 | 6004H | кластер — 4 спутника  | —         | 1986-014B | 16592    | 1986-014A 16591, 1986-014E 16624, 1986-014F 16625, 1986-014H 16631                  |
| 5 | 15 мая 1987    | 6005H | кластер — 5 спутников | —         | 1987-043B | 17998    | 1987-043A 17997, 1987-043C 18007, 1987-043E 18009, 1987-043F 18010, 1987-043H 18025 |

### Atlas-G Centaur-D1AR
Запускалась в 1984—1989 годах. Было произведено 7 пусков РН Atlas-G Centaur-D1AR в комплектации 1-я ступень — Atlas-G / MA-5, 2-я — Centaur-D1AR / 2 × RL-10A-3-3.
| № | Дата запуска     | Код    | Спутник              | Масса, кг | NSSDC ID  | NORAD ID | Примечания (данные по спутнику) |
| - | ---------------- | ------ | -------------------- | --------- | --------- | -------- | ------------------------------- |
| 1 | 9 июня 1984      | AC- 62 | Intelsat-5 F-9       | 1091,0    | 1984-057B | 15035    | 1984-057A 15034                 |
| 2 | 28 марта 1985    | AC- 63 | Intelsat-5A F-10     | 2013,0    | 1985-025B | 15631    | 1985-025A 15629                 |
| 3 | 30 июня 1985     | AC- 64 | Intelsat-5A F-11     | 109,8     | 1985-055B | 15874    | 1985-055A 15873                 |
| 4 | 28 сентября 1985 | AC- 65 | Intelsat-5A F-12     | 1096,0    | 1985-087B | 16102    | 1985-087A 16101                 |
| 5 | 5 декабря 1986   | AC- 66 | FLTSATCOM-7 (USA 20) | 2310,0    | 1986-096B | 17182    | 1986-096A 17181                 |
| 6 | 26 марта 1987    | AC- 67 | FLTSATCOM-6          |           | —         | —        | Аварийный пуск                  |
| 7 | 25 сентября 1989 | AC- 68 | FLTSATCOM 8 (USA 46) | 2310,0    | 1989-077B | 20254    | 1989-077A 20253                 |

## Atlas II
В мае 1988 года Военно-воздушные силы США выбрали компанию General Dynamics (сейчас Lockheed-Martin) в качестве разработчика Atlas II. 7 декабря 1991 года в первом пуске «Атлас-2» вывела на целевую геостационарную орбиту спутник Eutelsat. Серия «Атлас II» выполнила 63 полёта с последним запуском 31 августа 2004 года. Она считается одной из наиболее надёжных ракет-носителей в мире.

### Atlas IIAS
Отличается наличием 4 твердотопливных ускорителей Castor 4A (англ. Castor (rocket stage)), устанавливаемых на РН по «пакетной» схеме.

## Atlas III
Atlas III использовался в 2000—2005 годах. «Атлас-3» — первый член семейства, сконструированный по «тандемной» схеме разделения ступеней. Двухступенчатая РН состоит из вновь разработанной удлинённой (за счёт бака окислителя) первой ступени использующей один российский ЖРД РД-180 и верхней криогенной ступени «Центавр» с одним или двумя двигателями RL-10A.

### Atlas IIIA
В Atlas IIIA использована 2-я ступень «Центавр» в конфигурации SEC (англ. Single Engine Centaur) с одним двигателем PWR RL-10A, что позволяет выводить полезную нагрузку массой до 8640 кг на НОО и до 4055 кг на ГПО.

### Atlas IIIB
В Atlas IIIB использована 2-я ступень «Центавр» в двухдвигательной конфигурации Common Centaur — удлинённой на 1,7 метра (до 11,68 м) версии РБ (относительно применённых в Atlas II) с ЖРД PWR RL-10A. РН с такой верхней ступенью позволяет выводить полезную нагрузку массой до 10218 кг на НОО и до 4500 кг на ГПО, обладая при этом, за счёт наличия второго двигателя, более высокой надёжностью на этапе её работы.

## Atlas V
Atlas V был разработан в Денвере компанией ULA, совместным предприятием Локхид Мартин и Боинг. Производство РН планируется перенести в Декейтер, шт. Алабама. Первый пуск с использованием «Атласа 5-й серии» совершён 21 августа 2002 года.
Новейшая версия Атласа, от первоначальных Атласов оставила лишь одно название, так как не использует практически никаких «фирменных» инженерных решений Атлас. 
Первая ступень Атлас V использует ракетные двигатели РД-180, разработанные и изготовляемые на российском заводе НПО Энергомаш.